# Даниелс (округ)
Округ Даниелс (англ. Daniels County) располагается в штате Монтана, США. 
По состоянию на 2020 год, численность населения составляла 1661 человек. Более половины населения (999 человек в 2020 году), проживает в административном центре округа — городе Скоби.

## История
Округ Даниелс был официально образован в 1920 году и был назван в честь владельца местного ранчо Мэнсфилда Даниелса (англ. Mansfield Daniels).

## География
По данным Бюро переписи США, общая площадь округа равняется 3693,344 км2, из которых 3693,344 км2 суша и 1,036 км2 или 0,030 % это водоёмы.

## Климат
В округе Даниелс преимущественно полузасушливый климат с длинной, холодной, сухой зимой и коротким, жарким, влажным летом, который на климатических картах, согласно системе классификации климатов Кёппена, сокращённо обозначается аббревиаторой «BSk».

## Население
По данным переписи населения 2000 года в округе проживает 2 017 жителей в составе 892 домашних хозяйств и 561 семей. Плотность населения составляет 0,55 человек на км2. На территории округа насчитывается 1 154 жилых строений, при плотности застройки менее 1,00-го строения на км2. Расовый состав населения: белые — 96,03 %, афроамериканцы — 1,29 %, коренные американцы (индейцы) — 0,25 %, азиаты — 0,10 %, гавайцы — 0,59 %, представители других рас — 1,74 %, представители двух или более рас — 0,00 %. Испаноязычные составляли 1,59 % населения независимо от расы.
В составе 23,70 % из общего числа домашних хозяйств проживают дети в возрасте до 18 лет, 54,90 % домашних хозяйств представляют собой супружеские пары проживающие вместе, 5,50 % домашних хозяйств представляют собой одиноких женщин без супруга, 37,10 % домашних хозяйств не имеют отношения к семьям, 33,60 % домашних хозяйств состоят из одного человека, 17,50 % домашних хозяйств состоят из престарелых (65 лет и старше), проживающих в одиночестве. Средний размер домашнего хозяйства составляет 2,22 человека, и средний размер семьи 2,84 человека.
Возрастной состав округа: 22,10 % моложе 18 лет, 4,90 % от 18 до 24, 20,00 % от 25 до 44, 29,50 % от 45 до 64 и 29,50 % от 65 и старше. Средний возраст жителя округа 47 лет. На каждые 100 женщин приходится 96,00 мужчин. На каждые 100 женщин старше 18 лет приходится 97,90 мужчин.
Средний доход на домохозяйство в округе составлял 27 306 USD, на семью — 35 722 USD. Среднестатистический заработок мужчины был 24 405 USD против 18 421 USD для женщины. Доход на душу населения составлял 16 055 USD. Около 13,40 % семей и 16,90 % общего населения находились ниже черты бедности, в том числе — 19,20 % молодежи (тех, кому ещё не исполнилось 18 лет) и 13,20 % тех, кому было уже больше 65 лет.